# Aeroscopia
Aeroscopia – francuskie muzeum lotnictwa w Blagnac (Górna Garonna), niedaleko Tuluzy. W szczególności znajdują się w nim dwa okazy Concorde. Otwarcie odbyło się 14 stycznia 2015 roku.